# شیرین بیان سا (سرده)
شیرین بیان سا (سرده) (نام علمی: Galega) نام یک سرده از تیره باقلاییان است.

## خواص
- کنترل قند خون، کاهش وزن، افزایش شیر مادران.
- همچنین کاربردهایی نظیر ادرارآوری (تحریک غدد فوق کلیه)، ضد کرم، مؤثر در درمان بیماری‌هایی نظیر حصبه، تحریک‌کننده سیستم عصبی، محافظت از کبد، ضد تب دارد.[۱]